# Edgeøya
Edgeøya est une île inhabitée de la mer de Barents faisant partie de  l'archipel du Svalbard.
Cette île se trouve à l'est du Spitzberg et au sud de Barentsøya (île de Barents). Sa surface est de 5 074 km2 (ce qui est légèrement plus grand que comté d’Akershus), dont 2 102 km2 sont pris par un glacier, ce qui en fait la troisième plus grande île de l'archipel. Cette île est une partie de la réserve naturelle du sud-est du Svalbard. C'est un lieu important de vie pour les ours polaires, on y trouve également des rennes du Svalbard.
Elle doit son nom à Thomas Edge, un marchand anglais qui travaillait pour la Compagnie de Moscovie au début du XVIIe siècle. Il n’y a pas de colonies à Edgeøya et il faut se signaler au gouverneur lorsqu’on s'y rend.

## Géographie
À l'ouest on trouve le Storfjorden, qui sépare Edgeøya de l'île du Spitzberg. Au nord, c'est un bras de mer qui sépare Edgeøya de Barentsøya.
Contrairement aux autres îles principales de Svalbard, une grande partie de la surface n’est pas recouverte de glace permanente. Les parties recouvertes de glace se trouvent principalement du côté est, qui comprend le glacier Edgeøyjøkulen, dont la partie est appelée Stonebreen et le débouché sud Kong Johans bre, ainsi que Storskavlen au centre de l'île et  Langjøkulen au nord-ouest. La partie sud de l'île est divisée en deux points de vente Tjuvfjorden, et sur le point de vente sud-ouest se trouve  Digerfonna, Kvalpyntfonna et Kvalpyntfjellet. La péninsule se termine au sud-ouest dans la plume. La sortie sud-est comprend une grande partie d'ardoise noire, à l'origine de termes tels que Ninefiber (375 m), Negerdalen au nord de celle-ci, ainsi que la pointe sud de l'île Negerpynten. Le nom vient probablement du latin  Niger . De Stonebreen, il veaux chaque année iceberg à la dérive sud.
Edgeøya fait partie de réserve naturelle de Søraust-Svalbard. L'île est un habitat important pour les ours polaires.
À l'ouest se trouve  Storfjorden, qui sépare Edgeøya du Spitzberg. Au nord se trouve Freemansundet, qui sépare Edgeøya de Barentsøya. Au nord-est se trouve Olgastretet qui sépare Edgeøya de Kong Karls Land.
Dans les eaux entourant Edgeøya sont situés un certain nombre d'îles et d'archipels :
- Thomas Smithøyane et Brimulen dans la sortie sud-ouest de Freemansundet.
- Zeiløyane à l'extérieur de la sortie nord-est de Freemansundet.
- Ryke Yseøyane environ 20 est en est depuis St. Jakobsbukta.
- Halvmåneøya à environ 4 km à l’est de Lønøodden au sud-est.
- Tusenøyane à environ 10 km au sud de Negerpynten.
- Zieglerøya et Delitschøya à l'extérieur de Bjørnbukta dans Tjuvfjorden.
- Fleinholmane et Bjørnholmane à l’est de Hassesteinbukta au sud-ouest.

## Histoire
La découverte de Edgeøya est quelque peu controversée. Elle a probablement été découverte par Joris Carolus (1566-1636), par les Néerlandais explorateurs et par cartographes en 1614, qui indiquaient la même année la côte sud de l'île sur une carte de Svalbard ( Spitzberg). Il est apparu par la suite qu'il s'agissait probablement de certaines cartes néerlandaises spéculatives antérieures. Le nom vient de Thomas Edge (1587 / 8-1624), baleinier et marin anglais, qui a opéré dans les eaux autour de Bjørnøya et de Svalbard dans les années 1611-19, et a découvert la côte sud de l'île en 1616. On ne sait pas s'il a débrqué sur l'île.

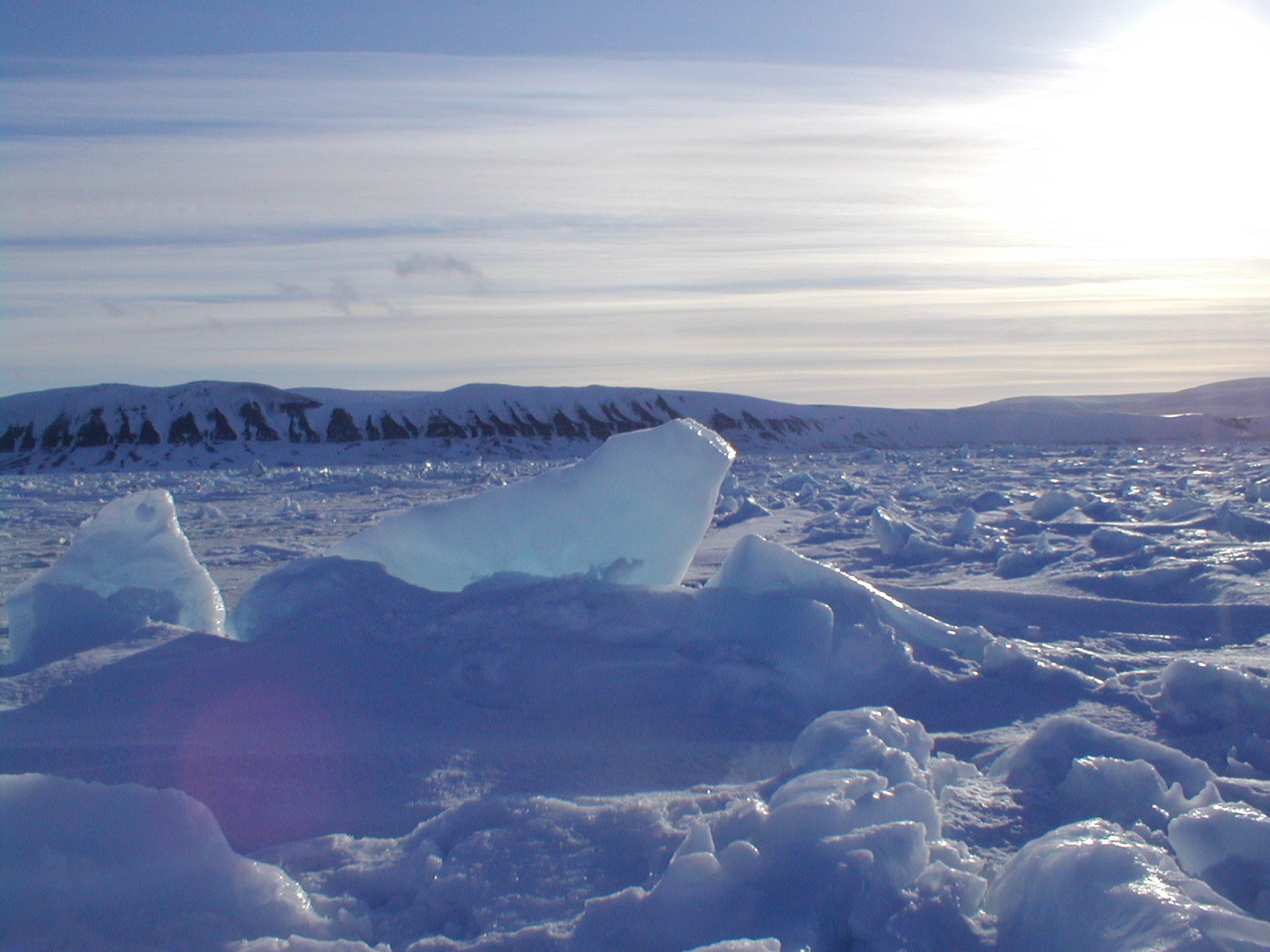
Mer gelée dans le Storfjorden avec l'île d'Edgeøya en arrière-plan. Photo de Lars H. Smedsrud